# 曲阜南站
曲阜南站位于中华人民共和国山东省济宁市曲阜市小雪街道前西庄村，是日兰高速铁路上的高铁站，于2021年12月26日启用。

## 車站周邊
- 前西庄村村民委员会
- 九龙山汉代摩崖墓群

## 歷史
- 2021年12月26日启用。

## 外部連結
- 中国铁路客户服务中心 （页面存档备份，存于）